# Лиханов, Альберт Анатольевич
Альбе́рт Анато́льевич Лиха́нов (13 сентября 1935, Киров, РСФСР, СССР — 25 декабря 2021, Москва, Россия) — советский и российский писатель, общественный деятель; сопредседатель Союза писателей России, Председатель общероссийского общественного благотворительного фонда «Российский детский фонд» (ООБФ «РДФ»), Президент Союза общественных фондов «Международная ассоциация детских фондов» (СОФ «МАДФ»), Председатель общероссийской общественно-государственной организации «Фонд защиты детей», созданного указом Президента России от 6 октября 2020 года № 614.
Академик Российской академии образования (2001), академик общественной организации «Российская академия естественных наук» (1993); почётный профессор Вятского государственного педагогического университета (1995; ныне Вятский государственный университет), Белгородского государственного университета (2001), Московского государственного педагогического института (2008) и Московского гуманитарного университета (2015); почётный доктор Тюменского государственного университета (2006), Санкт-Петербургского гуманитарного университета профсоюзов (2007), японского университета «Сока» в Токио (2008), Уральского государственного университета (2009) и Российского государственного педагогического университета имени А. И. Герцена (2015). Лауреат Премии Президента Российской Федерации в области образования (2005). Лауреат Премии Правительства Российской Федерации в области культуры (2009).

## Биография
Родился 13 сентября 1935 года в Кирове. Отец, Анатолий Николаевич, рабочий-слесарь, мать, Милица Алексеевна — медицинский лаборант. Прадед по отцовской линии, Михаил Иванович, происходил из потомственных дворян Санкт-Петербургской губернии, семнадцатилетним юношей участвовал в Крымской кампании 1853—1856 г., на береговых батареях Санкт-Петербургской обороны, дослужился до полковника Малоярославского полка, вышел в отставку и поселился в Вятке.
В Кирове Альберт окончил школу, уехал в Свердловск, где в 1958 году окончил отделение журналистики Уральского государственного университета. Вернувшись в Киров, работал литературным сотрудником газеты «Кировская правда». В 1960 году он стал не только свидетелем, но и участником истории, которая легла в основу повести «Благие намерения». Главный редактор газеты «Комсомольское племя» в Кирове (1961—1964). На два года уехал в Западную Сибирь, где работал собственным корреспондентом газеты «Комсомольская правда» в Новосибирске (1964—1966), что в дальнейшем нашло отражение в повести «Паводок».
Ещё в Кирове он пробовал себя в литературе, первый рассказ «Шагреневая кожа» (1962) был опубликован в журнале «Юность». Почти одновременно он стал участником IV Всесоюзного совещания молодых писателей в семинаре классика детской литературы Льва Кассиля.
Позже Альберта Лиханова пригласили на работу в Москву. Потом он стал многолетним сотрудником популярного молодёжного журнала «Смена» — сначала ответственным секретарём, а затем, тринадцать с лишним лет — главным редактором.
В эти годы к нему пришла литературная известность. Одну за другой «Юность» печатает его повести.
Издательство «Молодая гвардия» опубликовало «Избранное» в 2-х томах (1976), а потом — первое собрание сочинений в 4-х томах (1986—1987).
Все годы литературного становления он сопрягал с общественной деятельностью — был избран секретарём Союза писателей Москвы, членом Правлений Союзов писателей СССР и РСФСР, президентом Ассоциации деятелей литературы и искусства для детей и юношества Союза советских обществ дружбы и культурной связи с зарубежными странами (СССР).
После его писем властям в 1985 и 1987 годах были приняты Постановления Правительства СССР о помощи детям-сиротам. В 1987 году по его инициативе создан Советский детский фонд имени В. И. Ленина, который в 1992 году преобразован в Международную ассоциацию детских фондов, а в 1991 году учреждён Российский детский фонд. В октябре 2020 года в соответствии с Указом Президента РФ В. В. Путина и по инициативе писателя была создана новая общероссийская общественно-государственная организация «Фонд защиты детей», председателем которой также был избран писатель. В данной должности он работал вплоть до своей смерти.
В 1989 году был избран Народным депутатом СССР и членом Верховного Совета СССР. Ему предоставилась возможность от имени СССР выразить отношение к проекту Всемирной Конвенции о правах ребёнка, выступить в Третьем Главном комитете ООН при окончательном рассмотрении этого проекта и участвовать затем в торжественной сессии Генеральной Ассамблеи Организации Объединённых наций при подписании этой Конвенции в качестве заместителя главы советской делегации (главой был Министр иностранных дел СССР Э. А. Шеварднадзе).
Вернувшись из Нью-Йорка в Москву, он проводил большую работу по подготовке этого важного документа к ратификации. Верховный Совет СССР ратифицировал Конвенцию, и она вступила в силу с 13 июня 1990 года. Позже все республики, входившие в СССР, получив статус самостоятельных государств, подтвердили законность действия Конвенции о правах ребёнка на своих территориях.
Также писатель учредил и возглавил Научно-исследовательский институт детства, совместно с Владиленом Кожемякиным создал литературный клуб «Молодость» для начинающих авторов, создал издательство «Дом», журналы «Мы» для подростков и «Трамвай» для малышей, а впоследствии — журналы «Путеводная звезда. Школьное чтение», «Божий мир», «Дитя человеческое», «Зарубежный роман». Открыл издательский, образовательный и культурный центр «Детство. Отрочество. Юность». По его инициативе в Подмосковье создан реабилитационный детский центр «Международной Ассоциации детских фондов». В Белгородской области существует детский дом в райцентре Ровеньки, построенный с финансовым участием Российского детского фонда и также получивший его имя. В Кирове есть библиотека для детей и юношества имени Альберта Лиханова. Детская библиотека имени Альберта Лиханова работает в городе Крымске Краснодарского края, а Белгородской областной детской библиотеке присвоен статус «Библиотека А. А. Лиханова».
Его произведения опубликованы в России 30-миллионным тиражом. Ещё в 1979 году издательство «Молодая гвардия» выпустило «Избранное» в 2 томах. В 1986—1987 годах это же издательство тиражом в 150 тысяч экземпляров выпустило собрание сочинений в 4-х томах.
В 2000 году издательство «Терра» издало собрание сочинений в шести томах.
В 2005 году вышла «Библиотека „Люби и помни“» в 20 книгах. А в 2010 году «Терра» издала новое собрание сочинений в семи томах. В этом же, 2010 году, издательский, образовательный и культурный центр «Детство. Отрочество. Юность» выпустил собрание сочинений для детей и юношества Альберта Лиханова в пятнадцати томах с цветными иллюстрациями и крупным шрифтом.
В 2014—2015 годах то же издательство выпустило роман «Русские мальчики» в виде цикла из одиннадцати широкоформатных и качественно иллюстрированных книг.
В 2015 издательство «Книговек» выпустило собрание сочинений в десяти томах.
В Белгородской области (с 2000 года) и в Кировской области (с 2001 года) проводятся ежегодные «Лихановские общественно-литературные и литературно-педагогические чтения», в которых принимает участие множество детей, родители, педагоги, творческая интеллигенция, общественность. В Кировской области учреждена «Премия имени Альберта Лиханова» для библиотекарей школьных, детских и сельских библиотек. Для учителей начальной школы он учредил премию имени своей первой учительницы А. Н. Тепляшиной, учившей его в годы войны и удостоенной двух орденов Ленина. По инициативе писателя ей установлена мемориальная доска. За границей России на тридцати четырёх языках выпущено 126 книг писателя.
В 2023 году Российским детским фондом и семьей писателя был учрежден "Фонд сохранения творческого наследия Альберта Лиханова". Возглавил Фонд внук писателя И.Д. Лиханов. 1 июля 2024 года Фонд объявил об учреждении Международной гуманитарной премии имени Альберта Лиханова "Совесть" за вклад в дело защиты детства. В жюри премии вошли кинорежиссер А.С.Кончаловский,  заместитель председателя Совета Федерации К.И.Косачев, Герой Труда РФ И.И. Дедов, художественный руководитель РАМТ А.В.Бородин, Герой РФ В.А. Бочаров, Председатель попечительского совета "Фонда сохранения творческого наследия Альберта Лиханова" М.М. Назаренко, председатель Кировского отделения "Российского детского фонда" В.П.Иванова, настоятель храма Николы в Толмачах протоиерей Н..В.Соколов. 14 октября 2024 года первая премия мени Альберта Лиханова "Совесть" за вклад в дело защиты детства была вручена 5 победителям. Гран при премии получила Татьяна Васильевна Сорокина — мать самой большой семьи в России.
Член-корреспондент АПН СССР (1990), академик РАО (2001). Почётный гражданин города Кирова, почётный гражданин Кировской области.
Скончался 25 декабря 2021 года от коронавируса. Президент РФ Владимир Путин выразил соболезнования близким ушедшего из жизни писателя. Глава государства назвал его человеком удивительной душевной щедрости и творческой энергии.
Похоронен Альберт Анатольевич Лиханов был на Троекуровском кладбище (уч. 35).

## Творчество
В 1962 году опубликовал в «Юности» первый рассказ «Шагреневая кожа», в 1963 выпустил историческую повесть «Да будет солнце!». Главная тема творчества Лиханова — становление характера подростка, формирование его мировоззрения, взаимоотношения с миром взрослых: повести «Звёзды в сентябре» (1967), «Тёплый дождь» (1968), трилогия «Семейные обстоятельства» (роман «Лабиринт», 1970, повести «Чистые камушки», 1967, «Обман», 1973), роман для детей младшего возраста «Мой генерал» (1975), повести «Голгофа», «Благие намерения», «Высшая мера» (1982), книга «Драматическая педагогика» (1983), дилогия романов в повестях «Русские мальчики» и «Мужская школа», повести последнего времени «Никто», «Сломанная кукла», «Слётки» и «парный портрет» трагического детства — повести «Мальчик, которому не больно» и «Девочка, которой всё равно» (2009).
Период созревания таланта Лиханова можно условно обозначить как 1967—1976 гг. В это время он создавал такие значительные произведения, как роман «Лабиринт», повести «Чистые камушки», «Обман», «Солнечное затмение» и другие. Тема становления подрастающего поколения стала основной в его творчестве. Особое внимание писатель уделял роли семьи и школы в воспитании ребёнка, в формировании его характера.
Лиханов написал ряд замечательных произведений о военном детстве. Военная тема в творчестве писателя приобрела особую значимость и органичность, потому что воплотила в себе его представления о жизненных ценностях, о чести, долге, подвиге, о человеческом достоинстве. Произведения о военном детстве созданы писателем на жизненной основе — памяти о своём детстве. В них автор передаёт ощущение пережитого в годы Великой Отечественной войны. Публицистичность, увлечённость, правдивость — характерные черты лихановского стиля во всех литературных жанрах. Одно из наиболее драматических произведений о военном детстве — повесть «Последние холода» (1984). Эта повесть, повести «Магазин ненаглядных пособий» и «Детская библиотека», роман «Мужская школа» составляют своеобразный литературный цикл о военном детстве. Военную тему Лиханов затронул и в повести «Воинский эшелон», и в романе «Мой генерал». В книгах писателя чувствуется личность автора, она проявляется прежде всего в пафосе его творчества, в том, как он относится к нравственным поискам героев, к их неудержимому желанию найти самих себя, открыть в себе всё самое лучшее.
1970—1990 гг. — период активной писательской деятельности Лиханова. Он публиковал произведения различных жанров, обращённые к разным по возрасту читателям. Из размышлений над письмами читателей родился замысел книги о современном воспитании «Драматическая педагогика: очерки конфликтных ситуаций» (1983), которая переведена на многие языки. За эту книгу в 1987 году А. А. Лиханов был удостоен Международной премии имени Януша Корчака. Проблемам воспитания детей-сирот посвящена книга для учителей «Дети без родителей» (1987). Творчество Лиханов успешно сочетал с активной общественной деятельностью в защиту детей.
Альберт Лиханов занимал активную гражданскую позицию.
В предисловии к книге «За малых сих» Лиханов утверждал:
| Не обязательно соединённые хоть в какую-либо общность — государство, клуб, семью — каждый человек, каждая отдельно взятая совесть не просто могут быть, а должны быть растворены, как окна доброго жилища, к чужой, особенно детской беде. Растворены, обращены должны мы быть к бедам чужим, и наша совесть, незримая миру энергия, именно должна быть направлена к этим бедам, чтобы выстроить незримый, но реальный мир взаимной помощи, без которой, как без чувства совести и действенного сострадания чужой беде, все мы — просто тварный мир, ничуть не отличимый от мира животного. |

### Составление
- Письма идут месяц: Рассказы. / [Сост. и авт. предисл. А. Лиханов]. — Новосибирск: Зап.-Сиб. кн. изд-во, 1970. — 312 с. (Молодая проза Сибири)
- Доблесть поколения: Сов. писатели лауреаты премии Ленинского комсомола — строителям Байкал. — Амур. магистрали и труженикам ударных строек Сибири и Дальнего Востока. [Сборник / Сост. А. А. Лиханов]. — Хабаровск: Кн. изд-во, 1979. — 445 с.: портр. (Байкал-Амур. б-ка «Мужество»)
- Молодая проза Сибири: [В 2-х т. / Сост. А. Лиханов]. — Новосибирск: Зап.-Сиб. кн. изд-во, 1981.
- Подарок: Повести о Великой Отечественной войне. — Для мл. и сред. шк. возраста. / Редкол.: А. Лиханов (пред.) и др.; Рис. И. Ушакова]. — М.: Дет. лит., 1985. — 398 с. : ил.

## Семья
Отец Анатолий Николаевич Лиханов. Мать Милица Алексеевна Лиханова (Созонова).
Жена Лилия Александровна Зыкина (1937—2024), диктор кировского телевидения. Сын Дмитрий Альбертович Лиханов (род. 1959), писатель. Внук Иван Дмитриевич Лиханов, журналист.

## Фильмы
- 1977 — «Семейные обстоятельства», по мотивам повести «Обман». Режиссёр Л. Мартынюк, автор сценария А. Лиханов; Минск, Беларусьфильм.
- 1979 — «Мой генерал», 2-серийный телевизионный фильм. Режиссёр А. Бенкендорф, автор сценария А. Лиханов; Киев, Киностудия им. А. Довженко.
- 1984 — «Благие намерения», по одноимённой повести. Режиссёр А. Бенкендорф, автор сценария А. Лиханов; Киев, Киностудия им. А. Довженко.
- 1986 — «Карусель на базарной площади», по повести А. Лиханова «Голгофа». Режиссёр Н. Стамбула, автор сценария А. Лиханов. Москва, «Мосфильм»(снимался в г. Слободском Кировской области).
- 1987 — «Команда 33». По мотивам повести А. Лиханова «Воинский эшелон». Режиссёр Н. Гусаров, автор сценария В. Черных. Свердловск, Свердловская киностудия.
- 1993 — «Последние холода», по мотивам одноимённой повести А. Лиханова. Режиссёры Б. Калымбетов, Б. Искаков, авторы сценария Б. Калымбетов, С. Нарымбетов, Б. Искаков. Казахстан.

## Награды

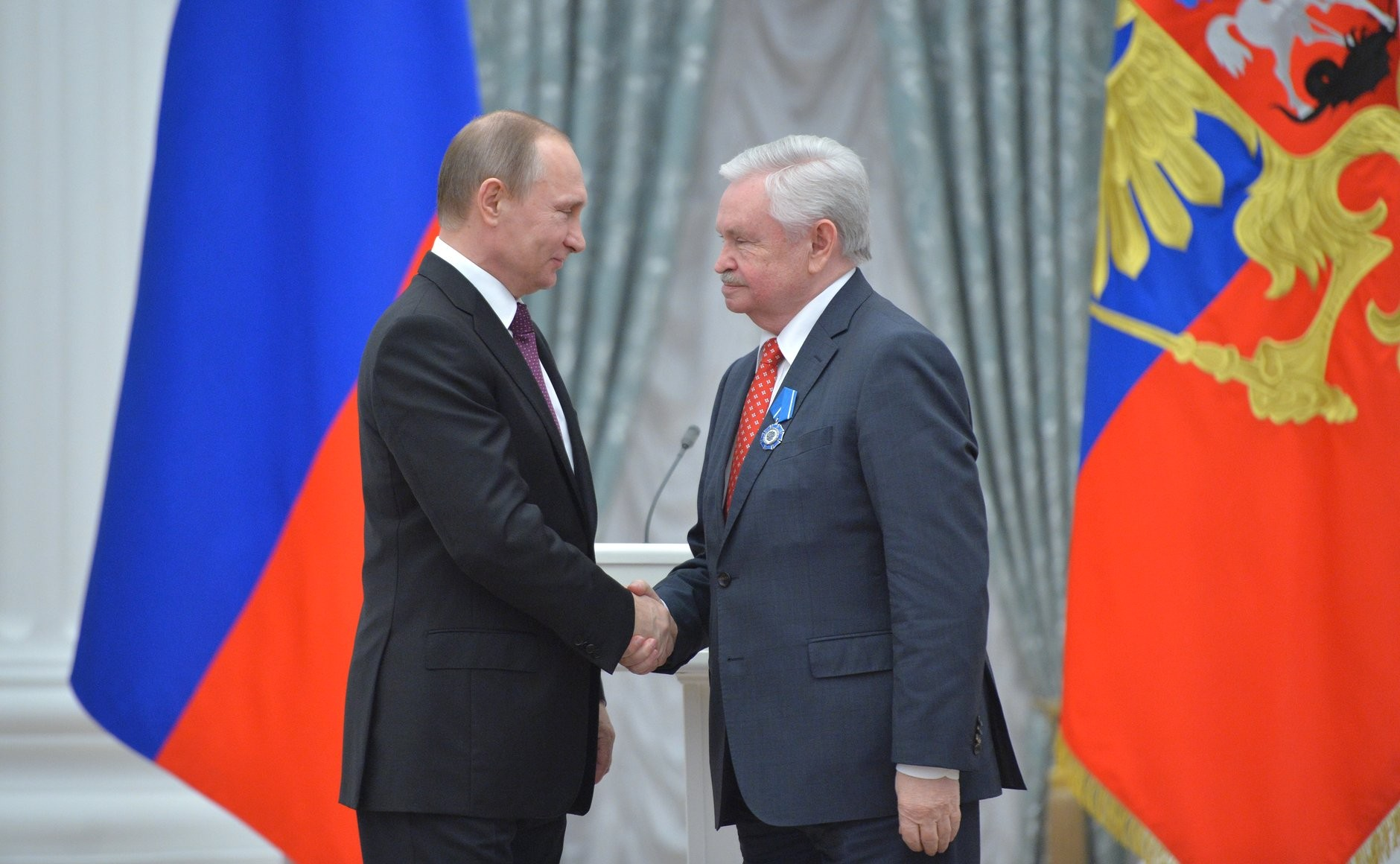
Вручение Ордена Почёта, 10 марта 2016 года

- Орден «За заслуги перед Отечеством» III степени (10 октября 2005 года) — за большой вклад в проведение государственной социальной политики и многолетнюю добросовестную работу[11]
- Орден «За заслуги перед Отечеством» IV степени (9 сентября 2000 года) — за заслуги перед государством и многолетнюю активную общественную деятельность[12]
- Орден Почёта (29 января 2016 года) — за достигнутые трудовые успехи, активную общественную деятельность и многолетнюю добросовестную работу[13]
- Орден Дружбы (7 октября 2010 года) — за многолетнюю активную общественную деятельность и развитие гуманитарного сотрудничества[14]
- Орден Трудового Красного Знамени (1984)
- Орден «Знак Почёта» (1979)
- Медаль «В память 850-летия Москвы»
- Медаль «За трудовую доблесть»
- Медаль «В ознаменование 100-летия со дня рождения Владимира Ильича Ленина»
- Медаль «За строительство Байкало-Амурской магистрали»
- Медаль «Ветеран труда»
- Орден «За заслуги» III степени (Украина, 19 августа 2006 года) — за весомый личный вклад в развитие международного сотрудничества, укрепление авторитета и положительного имиджа Украины в мире, популяризацию её исторических и современных достижений[15]
- Орден Франциска Скорины (Белоруссия, 4 ноября 2015 года) — за большие заслуги в гуманитарной и благотворительной деятельности в Республике Беларусь[16]
- Медаль Франциска Скорины (Белоруссия, 21 апреля 2000 года) — за большой вклад в защиту детства, помощь детям Беларуси[17]
- Орден «Дружба» (Азербайджан, 11 сентября 2020 года) — за заслуги в укреплении гуманитарных связей между Азербайджанской Республикой и Российской Федерацией[18]
- Орден Чести (Грузия, 1996) — за вклад, внесенный в оказание помощи сиротам, оставшимся без попечения родителей, лечение больных детей, и большие заслуги перед Грузией[19]
- Орден «Святые Кирилл и Мефодий» I степени (Болгария, 30 июля 2007 года) — за большой вклад в популяризацию болгарской культуры в России[20]
- Орден Почёта (Южная Осетия, 2015)
- Орден Дружбы (Южная Осетия, 2010)
- Медаль Мовсеса Хоренаци (Армения, 2000) — за проявленный при спасении пострадавших от землетрясений в Армении гуманизм[19]
- Премия Президента Российской Федерации в области образования за 2003 год (25 января 2005 года) — за создание научно-практической разработки «Внедрение инновационной социальной технологии „Семейный детский дом“ („Детский дом семейного типа“)»[21]
- Премия Правительства Российской Федерации в области культуры (2009) — за дилогию «Русские мальчики» и «Мужская школа»
- Государственная премия РСФСР имени Н. К. Крупской (1980) — за роман «Мой генерал» и повести «Обман» и «Солнечное затмение»
- Премия Ленинского комсомола (1976) — за книги для детей «Музыка», «Семейные обстоятельства», «Мой генерал»
- Медаль Н. К. Крупской (1985) — Министерства просвещения СССР;
- Международная премия имени Я. Корчака (1987) — за книгу «Драматическая педагогика» (премия была передана писателем в Польский фонд Я. Корчака)
- Медаль К. Д. Ушинского (1995) — Министерства образования РФ
- Международная медаль «Ecce Homo — Gloria Homini» («Вот человек — слава человеку»), вручена 4 марта 2013 в Польше в Варшавском Королевском дворце актрисой Беатой Тышкевич и общественным деятелем Станиславом Ковальским, президентом фонда «Поспеши с помощью». Награда имеет № 2; первая медаль была вручена министру здравоохранения Польши Збигневу Релига
- Российская премия Людвига Нобеля (2014) вручена 30 марта 2014 в резиденции президента РФ — Константиновском дворце в Стрельне

Конфессиональные награды
Русская православная церковь:
- Орден святого благоверного князя Даниила Московского III степени (1995 год);
- Орден преподобного Сергия Радонежского II степени (1999 год)[22];
- Орден святителя Иннокентия, митрополита Московского и Коломенского III степени (2002 год);
- Орден святого преподобного Серафима Саровского II степени (2005 год);
- орден святого благоверного князя Даниила Московского II степени (2007 год);
- орден преподобного Андрея Иконописца l степени (2015 год);
- орден преподобного Сергия Радонежского I степени (2020 год).

Армянская апостольская святая церковь:
- орден Святого Саака — Святого Месропа (2015 год)

Мусульманские:
- орден «Аль-Фахр» II степени (2003 год);
- орден «Аль-Фахр» I степени (2005 год);
- орден «За заслуги»(2020 год).

Иные
- Золотая медаль имени Л. Н. Толстого (Международная ассоциация детских фондов)
- Международные премии имени Максима Горького
- Международная премия имени Януша Корчака
- Французско-японская культурная премия имени В. Гюго (1996, Париж — Токио);)
- Премия имени Кирилла и Мефодия (Болгария, 2000)
- Премия «Сакура» (Япония, 2001)
- Премия «Оливер» (США, 2005)
- Премии имени Николая Островского (1982)
- Премия Бориса Полевого (1984)
- Премия имени Александра Грина (2000, первый удостоенный)
- Премия «Прохоровское поле» (2003)
- «Большая литературная премия России» СПР и кампании «Алмазы России» (2002) за роман «Никто» и повесть «Сломанная кукла»
- Премия имени Д. Мамина-Сибиряка (2005)
- Международная детская литературная премия имени В. П. Крапивина (2006)
- Премия имени Н. А. Островского (2007)
- Специальная премия имени И. А. Бунина «за выдающийся вклад в русскую литературу для детей и юношества» (2008)
- Международная литературная премия им. Фёдора Достоевского (Таллин, 2011)
- Российская литературная премия им. А. И. Герцена (2012) за том социальной публицистики «За малых сих! Письма в защиту детства». Денежную часть премии писатель направил на создание мемориальной доски в здании библиотеки для детей и юношества на Орловской улице в городе Кирове, которая сейчас носит его имя, — в память о пребывании в этом историческом здании будущего императора России Александра, В. А. Жуковского, А. И. Герцена, М. Е. Салтыкова-Щедрина и других выдающихся персон;
- 27 сентября 2013 года в республиканском драматическом театре Республики Башкортостан Лиханову по указу президента Башкортостана Р. Хамитова вручена российская литературная Аксаковская премия
- В декабре 2013 года присвоена премия «Золотой витязь» — «за выдающийся вклад в детскую литературу»
- В июле 2015 года присуждена Всероссийская премия «Русский путь» имени Ф. И. Тютчева
- 22 февраля 2016 года решением МАС малой планете № 73638 присвоено имя Лиханов (Likhanov);
- 1 сентября 2016 года в академической библиотеке Санкт-Петербургского гуманитарного университета Лиханову установлен бюст (автор — академик Российской академии художеств Г. Ястребенецкий);
- В 2005, 2007, 2010, 2015 и 2017 годах удостоен звания «Человек года» по версии «Российского биографического института», а в декабре 2020 года удостоен звания «Человек десятилетия (2010—2020)» в числе 43 выдающихся граждан РФ — по разделу «Общественная деятельность»;
- Лауреат Премии Владимира Высоцкого «Своя колея» за 2019-й год «За сохранение счастья в жизни каждого ребёнка»[23];
- Лауреат премии «Лучшие имена немцев России в области науки им. Бориса Раушенбаха» (2020 год);
- Золотая медаль имени А. С. Пушкина «За выдающийся вклад в литературу» XI Международного Славянского литературного форума (2020 год);
- Премия М. Ю. Лермонтова — "За достижения в литературном творчестве, получившем общественное признание — «За художественный гуманизм и следование традициям русской классики и наследия М. Ю. Лермонтова», (Тарханы, июль 2021 года). Денежную часть премии в 100000 рублей писатель передал пензенской девочке Ане Сидоровой для сложной операции на сердце в Бостоне (США), при этом Российский детский фонд, который возглавляет писатель направил более 400000 тысяч рублей на оплату девочки с родителями в Америку и обратно.

## Память
- В сентябре 2022 года в Российской государственной библиотеке состоялся вечер памяти Альберта Лиханова[24].
- 19 декабря 2024 года на заседании Кировской городской думы депутаты приняли решение переименовать улицу Василия Горбачёва в улицу Альберта Лиханова[25].